# اندرون بيدانجير (مقاطعة تشرام)
اندرون بيدانجير (بالفارسية: اندرون بیدانجیر) هي قرية تقع في قسم بشتة ذيلايي الريفي (مقاطعة تشرام) في إيران. يقدر عدد سكانها بـ 78 نسمة بحسب إحصاء 2016.